# Ute Mückel
Ute Mückel (* 28. Juli 1967 in Guben) ist eine ehemalige deutsche Triathletin. Sie ist Vizeeuropameisterin auf der Langdistanz (1995) und mehrfache Ironman-Siegerin (1996, 1997, 2005).

## Werdegang

### Junioren-Europameisterschaft Schwimmen 1982
Bevor Ute Mückel mit Triathlon begann, betrieb sie sechs Jahre Schwimmen als Hochleistungssport.

Ihren größten Erfolg hatte die gebürtige Lausitzerin bei den Junioren-Europameisterschaften 1982, als die 15-Jährige fünfmal auf dem Siegespodest stand und dreimal die Goldmedaille überreicht bekam. Bei den DDR-Meisterschaften im Schwimmen holte sie mit dem Team von SC Dynamo Berlin 1983 die Goldmedaille über 4 × 100 m Freistil.
1992 beim Ironman Europe im mittelfränkischen Roth trat sie erstmals bei einem Wettbewerb auf der Triathlon-Langdistanz an und blieb auf Anhieb unter der magischen 10-Stunden-Marke. Insgesamt startete Ute Mückel im Verlauf ihrer Karriere fünfzehnmal beim Ironman Europe bzw. seiner Nachfolgeveranstaltung Challenge Roth.

### Ironman Hawaii 1993
Beim nächsten Start in Roth im Folgejahr löste sie ihre Qualifikation für die Ironman World Championships auf Hawaii ein. Zwar gelang ihr als Zwölfte auf Hawaii noch nicht auf Anhieb eine Top-Ten-Platzierung, trotzdem blieb sie bei ihren alljährlichen Starts dort – trainiert vom ersten deutschen Hawaii-Teilnehmer Manuel Debus – bis 1996 immer die bestplatzierte deutsche Triathletin.

### Profi-Triathletin seit 1995
Von 1995 bis 2007 war Ute Mückel zwölf Jahre lang als professionelle Triathletin tätig. 1995 wurde sie im ostfriesischen Jümme hinter Ines Estedt Vizeeuropameisterin auf der ETU-Langdistanz. 1996 gewann sie den Ironman Europe in Roth in 9:21 h, ihre persönliche Bestzeit auf der Ironmandistanz. Drei Monate später beim Ironman Hawaii gelang ihr mit Platz fünf die bis dahin beste Platzierung einer deutschen Frau.
Im Jahr darauf konnte Ute Mückel beim Ironman Switzerland ihren zweiten Ironman-Sieg verbuchen. Während der Ironman Hawaii 1997 aus deutscher Sicht zwar der größte Erfolg mit dem ersten deutschen Hawaii-Sieger Thomas Hellriegel vor Jürgen Zäck und Lothar Leder wurde, verlief das Rennen für Ute Mückel enttäuschend. Zwar hatte sie die erste Disziplin noch mit Streckenrekord in 49:57 min als schnellste Frau (Gesamt-Dreizehnte) beendet, nach 5:37 h auf dem Rad musste sie dann aber auf der Laufstrecke erstmals einen Ironman-Wettkampf abbrechen. Auch in späteren Jahren konnte sie nicht mehr an ihre vorherigen Top-Ten-Platzierungen anknüpfen, die 10-Stunden-Marke blieb für sie von da an auf Hawaii unüberwindbar. In ihrem Heimwettkampf in Roth wurde sie 1998 Vierte und 1999 Dritte.
1999 verzichtete Ute Mückel auf einen Start auf Hawaii und konzentrierte sich weitgehend auf ITU-World-Cup-Rennen über die olympische Distanz im Hinblick auf eine mögliche Qualifikation für die Olympischen Spiele 2000 in Sydney, wo erstmals Triathlon Bestandteil des Wettkampfprogramms war. Bereits 1996 hatte sie bei einigen ITU-World-Cup-Rennen nur knapp eine Podestplatzierung verfehlt – in Ishigaki und Gamagori war sie jeweils Vierte geworden und in Drummondville sowie Szombathely wurde sie Fünfte. So beinhaltete ihr Wettkampfprogramm zwischen Juni und November 1999 mit Kapelle-op-den-Bos, Monte Carlo, Tiszaújváros, Corner Brook, Lausanne, Cancún und Noosa gleich sieben ITU-World-Cups.
Da in dem aufgrund der Drafting-Freigabe ungewohnten Wettkampfformat aber nur Platzierungen zwischen Platz 13 und Platz 28 herauskamen, musste sie auf die beiden letzten Chancen im April 2000 hoffen – die World-Cups auf Hawaii und in Perth. Zwar erreichte sie beim World-Cup auf Hawaii Platz elf, allerdings hinter Anja Dittmer und Joelle Franzmann auf Platz zwei bzw. sechs.
So blieb Perth als letzte Chance: Die Deutsche Triathlon Union hatte eine Platzierung unter den Top-12 als Kriterium für eine Olympia-Nominierung festgelegt. Im Rennen kam Ute Mückel zwar noch als Zwölfte der 46 Teilnehmerinnen aus dem Wasser, verlor dann aber auf dem Rad den Anschluss an die Spitze und mit der 25.-besten Laufzeit war der angestrebte Startplatz weg. Mückel stand zu diesem Zeitpunkt auf Platz 78 der Weltrangliste, das Nationale Olympische Komitee entschied aber nur zwei statt der drei möglichen deutschen Frauen mit nach Sydney zu nehmen.
Ute Mückel konzentrierte sich fortan wieder auf die Langdistanz. Beim Ironman Europe 2000 erreichte sie wie im Vorjahr mit Platz drei das Siegespodest, unglücklicherweise verspätete sie sich allerdings zur Vergabe der Hawaii-Startplätze am Folgetag, so dass ihr Slot an eine andere Athletin vergeben wurde. Sie stellte hier in Roth mit 47:45 min einen neuen Rekord auf der Schwimmdistanz auf, der erst wieder 2014 von Simone Brändli unterboten werden sollte.
Bei einem zusätzlichen Start sechs Wochen später beim Ironman Canada sicherte sie sich einen der drei dort vergebenen Profi-Startplätze bei den Weltmeisterschaften, die so verkürzte Regenerationszeit verhinderte aber dort eine mit früheren Starts vergleichbare Platzierung.
In den Folgejahren gelangen ihr u. a. noch diverse dritte Plätze in Roth (2004 und 2005) sowie je einmal beim Ironman Switzerland, beim Ironman Arizona und beim Ironman Florida. 2002 wurde sie sogar Zweite beim Ironman Florida, und 2005 konnte sie in Wisconsin ihren dritten Sieg bei einem Ironman erzielen.

### Rücktritt angekündigt 2007
Ute Mückel kündigte 2007 ihren Rücktritt vom Leistungssport an und ihr Abschlussrennen sollte der Challenge Roth sein. Fünf Wochen vor dem Wettkampf musste sie aber als Opfer eines Verkehrsunfalls in ein Krankenhaus eingeliefert werden. Der 13. Juli 2008 wurde dann mit ihrer letzten Teilnahme an einem Langdistanz-Triathlon zu einem hochemotionalen Erlebnis, zu welchem Ute Mückel letztmals bei einer Deutschen Meisterschaft auf das Siegespodest gerufen wurde, um sich die Bronzemedaille überreichen zu lassen.

### Deutsche Triathlon Union seit 2008
Am 8. November 2008 wurde die damals 41-jährige Ute Mückel in ihrer Abwesenheit zur Vizepräsidentin Leistungssport der Deutschen Triathlon Union (DTU) gewählt. Nur zehn Tage nach ihrer Wahl trat sie aber aus persönlichen Gründen wieder zurück. Sie hatte zwar im Vorfeld eine Annahme der Wahl angekündigt – eine gleichzeitig beschlossene Neufassung der Satzung hätte aber ihre persönliche Haftung verschärft.
Ute Mückel trainiert zahlreiche Triathleten wie z. B. Mareen Hufe. 2008 gründete sie den Verein Ute Mückel Triathlon e. V. als überregionales Team ambitionierter Freizeitsportler, das unter dem Namen Ute Mückel sebamed Triathlon Team sowohl bei Einzelwettkämpfen als auch zeitweise als Team in der NRWTV-Liga antritt. Bei der Challenge Roth 2015 war der Verein mit 14 Startern vertreten.

### Privates
Vor Beginn ihrer Triathlonkarriere studierte Ute Mückel in Potsdam Lehramt für Sport und Erdkunde.
Sie war mit Thomas Astheimer verheiratet, einem zwischen 1986 und 1996 ebenfalls ambitioniert antretenden Hobbytriathleten mit mehrfachen Top-10-Platzierungen auf Mitteldistanzen. Sie lebt in Nußdorf am Inn im oberbayerischen Landkreis Rosenheim.

## Sportliche Erfolge
| Datum/Jahr    | Rang | Wettbewerb                                              | Austragungsort    | Zeit       | Bemerkung                                                                                          |
| ------------- | ---- | ------------------------------------------------------- | ----------------- | ---------- | -------------------------------------------------------------------------------------------------- |
| 18. Juni 2005 | 20   | DTU Deutsche Triathlon-Meisterschaft olympische Distanz | Potsdam           | 02:12:47   | |
| 5. Juni 2005  | 3    | Kraichgau Triathlon Festival                            | Mingolsheim       | 03:27:36   | 2 km Schwimmen, 60 km Radfahren und 14 km Laufen                                                   |
| 29. Mai 2005  | 3    | Stadt-Triathlon München                                 | München           | 01:02:16   | hinter Rebecca Robisch und Anja Beranek, vor Heike Funk                                            |
| 8. Mai 2004   | 1    | Gulf Coast Triathlon                                    | Panama City Beach | 04:36:56   | |
| 7. Sep. 2003  | 1    | Cologne Classic                                         | Köln              | 04:27:21   | 2,5 km Schwimmen, 84 km Radfahren und 21 km Laufen                                                 |
| 7. Juni 2003  | 17   | DTU Deutsche Triathlon-Meisterschaft olympische Distanz | Breitenauer See   | 02:25:43   | |
| 8. Sep. 2002  | 1    | Cologne Classic                                         | Köln              | 04:14:52   | Siegerin auf der Mitteldistanz                                                                     |
| 16. Juni 2002 | 7    | DTU Deutsche Triathlon-Meisterschaft olympische Distanz | Frankfurt am Main | 01:57:11   | |
| 8. Mai 2002   | 3    | Siegerland-Cup                                          | Buschhütten       | 02:05:38   | Hinter Anja Heil und Nicole Leder                                                                  |
| 30. Apr. 2000 | 27   | ITU Triathlon World Championships                       | Perth             | 01:57:13   | Weltmeisterschaft auf der olympischen Distanz (1,5 km Schwimmen, 40 km Radfahren und 10 km Laufen) |
| 5. Aug. 2000  | 3    | Züri Triathlon                                          | Zürich            | 02:18.17,7 | |
| 24. Aug. 1996 | 23   | ITU Triathlon World Championships                       | Cleveland         | 01:56:59   | |
| 7. Juli 1996  | 5    | ETU Triathlon European Championships                    | Szombathely       | 02:02:40   | |
| 19. Mai 1996  | 15   | ITU Triathlon World Cup                                 | Gamagōri          | 01:59:30   | |
| 12. Nov. 1995 | 4    | ITU Triathlon World Championships                       | Cancún            | 02:09:10   | |
| 1994          | 1    | Allgäu Triathlon                                        | Immenstadt        |            | |

| Datum/Jahr    | Rang | Wettbewerb                                         | Austragungsort | Zeit     | Bemerkung                                                               |
| ------------- | ---- | -------------------------------------------------- | -------------- | -------- | ----------------------------------------------------------------------- |
| 13. Juli 2008 | 3    | DTU Deutsche Meisterschaft Triathlon Langdistanz   | Roth           | 09:49:31 | mit dem 13. Rang bei der Challenge Roth                                 |
| 20. Apr. 2008 | 9    | Ironman China                                      | Jixian         | 11:20:33 |                                                                         |
| 24. Juni 2007 | DNF  | Challenge Roth                                     | Roth           | –        |                                                                         |
| 15. Apr. 2007 | 5    | Ironman Arizona                                    | Tempe          | 10:14:49 |                                                                         |
| 2. Juli 2006  | 14   | Challenge Roth                                     | Roth           | 09:57:02 |                                                                         |
| 9. Apr. 2006  | 8    | Ironman Arizona                                    | Tempe          | 10:14:15 |                                                                         |
| 11. Sep. 2005 | 1    | Ironman Wisconsin                                  | Madison        | 10:11:22 |                                                                         |
| 3. Juli 2005  | 3    | Challenge Roth                                     | Roth           | 09:32:40 |                                                                         |
| 9. Apr. 2005  | 3    | Ironman Arizona                                    | Tempe          | 09:51:43 |                                                                         |
| 16. Okt. 2004 | DNF  | Ironman Hawaii                                     | Hawaii         | –        |                                                                         |
| 4. Juli 2004  | 3    | Challenge Roth                                     | Roth           | 09:34:26 |                                                                         |
| 8. Nov. 2003  | 3    | Ironman Florida                                    | Panama City    | 09:42:24 |                                                                         |
| 18. Okt. 2003 | DNF  | Ironman Hawaii                                     | Hawaii         | –        |                                                                         |
| 6. Juli 2003  | DNF  | Challenge Roth                                     | Roth           | –        |                                                                         |
| 27. Juli 2003 | 3    | Ironman Switzerland                                | Zürich         | 09:47:37 |                                                                         |
| 9. Nov. 2002  | 2    | Ironman Florida                                    | Panama City    | 09:40:51 |                                                                         |
| 7. Juli 2002  | 5    | Challenge Roth                                     | Roth           | 10:03:38 |                                                                         |
| 6. Okt. 2001  | 19   | Ironman Hawaii                                     | Hawaii         | 10:35:53 |                                                                         |
| 8. Juli 2001  | DNF  | Ironman Europe                                     | Roth           | –        |                                                                         |
| 8. Apr. 2001  | 7    | Ironman Australia                                  | Forster        | 09:48:14 |                                                                         |
| 14. Okt. 2000 | 15   | Ironman Hawaii                                     | Hawaii         | 10:18:37 |                                                                         |
| 27. Aug. 2000 | 5    | Ironman Canada                                     | Penticton      | 10:04:54 |                                                                         |
| 9. Juli 2000  | 3    | Ironman Europe                                     | Roth           | 09:38:18 |                                                                         |
| 27. Juni 1999 | 3    | Ironman Europe                                     | Roth           | 09:32:51 |                                                                         |
| 3. Okt. 1998  | 17   | Ironman Hawaii                                     | Hawaii         | 10:24:53 |                                                                         |
| 12. Juli 1998 | 4    | Ironman Europe                                     | Roth           | 09:53:00 |                                                                         |
| 15. März 1998 | 5    | Ironman New Zealand                                | Auckland       | 10:14:03 |                                                                         |
| 18. Okt. 1997 | DNF  | Ironman Hawaii                                     | Hawaii         |          |                                                                         |
| 3. Aug. 1997  | 1    | Ironman Switzerland                                | Zürich         | 09:32:48 |                                                                         |
| 26. Okt. 1996 | 5    | Ironman Hawaii                                     | Hawaii         | 09:26:42 | Bestplatzierte Deutsche                                                 |
| 14. Juli 1996 | 1    | Ironman Europe                                     | Roth           | 09:21:30 | persönliche Ironman-Bestzeit                                            |
| 7. Okt. 1995  | 7    | Ironman Hawaii                                     | Hawaii         | 09:50:48 | Bestplatzierte Deutsche                                                 |
| 9. Juli 1995  | 5    | Ironman Europe                                     | Roth           | 09:47:25 |                                                                         |
| 7. Aug. 1995  | 2    | ETU Long Distance Triathlon European Championships | Jümme          | 09:09:25 | Mückel wurde hinter Ines Estedt Vizeeuropameisterin auf der Langdistanz |
| 15. Okt. 1994 | 6    | Ironman Hawaii                                     | Hawaii         | 09:54:29 | Bestplatzierte Deutsche                                                 |
| 30. Okt. 1993 | 12   | Ironman Hawaii                                     | Hawaii         | 09:40:16 | Bestplatzierte Deutsche                                                 |
| 10. Juli 1993 | 8    | Ironman Europe                                     | Roth           | 10:06:14 |                                                                         |
| 10. Juli 1992 | 17   | Ironman Europe                                     | Roth           | 09:58:49 |                                                                         |

## Veröffentlichungen
- Schwimmtraining – Für alle Triathlondistanzen: effizienter Schwimmstil, maximale Ökonomie, schwimmen im offenen Gewässer, Meyer & Meyer Sport; Auflage: 1., Auflage (27. Mai 2010) ISBN 978-3898995542